# Hysterocrates maximus
Hysterocrates maximus är en spindelart som beskrevs av Embrik Strand 1906. Hysterocrates maximus ingår i släktet Hysterocrates och familjen fågelspindlar.
Artens utbredningsområde är Kamerun. Inga underarter finns listade i Catalogue of Life.